# Liste de musées en Égypte
La plupart des musées égyptiens peuvent être considérés comme musées égyptologiques, car possédant une importante collection d'antiquités égyptiennes.

Le docteur Zaoui, archéologue et président du Comité national de lutte contre la contrebande, déplorait que 
« pendant trop longtemps, les musées égyptiens ont été laissés à l’abandon. Dans les caves du musée du Caire, des pièces ont été volées et ce sont souvent les services du Conseil des antiquités qui sont mis en cause. »
Ces dernières années, d'importants efforts ont été faits dans la réévaluation du paysage patrimonial, afin de doter d'un musée une majorité de villes en plus des principales agglomérations du pays, faisant passer l’Égypte d’une ère d’exploration et d’exploitation à une ère nouvelle de conservation, de préservation et d’éducation. Le Conseil suprême des Antiquités égyptiennes, sous la direction de Zahi Hawass, s'est donc dirigée vers des projets de gestion et d’élaboration de sites.

## Musées par ville

### El-Alamein
- Musée de Marînâ al-‘Alamayn

### Alexandrie
- Palais Al-Anfouchi
- Palais d'Antoniadis
- Musée aquatique de Qâytbây
- Musée des Beaux-Arts, Moharram Bey
- Musée de la Bibliotheca Alexandrina
- Musée des bijoux royaux
- Galerie Degas
- Musée Gamâl ‘Abd al-Nâsir
- Musée gréco-romain
- Musée de la mosaïque
- Musée national
- Musée international d’Alexandrie pour enfants

### Al-Minya
- Musée d'Aton

### Assouan
- Musée de la Nubie
- Musée de l’obélisque inachevé

### Le Caireet ses environs
- Palais d'Abedin
- Musée de l'agriculture
- Musée Ahmad Chawqi
- Centre Al-Guézira des Arts, 1, rue Al-Cheikh Al-Marsafi, Zamalek
- Musée d'art moderne égyptien
- Musée de la barque solaire au pied de la pyramide de Khéops
- Musée des carrosses royaux
- Musée des céramiques islamiques
- Musée national de la civilisation égyptienne
- Musée copte
- Musée égyptien
- Musée Gayer-Anderson
- Grand Musée égyptien à Gizeh[4]
- Musée islamique
- Musée Mohamed Mahmoud Khalil
- Musée Mahmoud Mokhtar
- Musée Mahmoud Said
- Musée de plein air de Matariyya
- Musée militaire
- Musée Muhammad ‘Abd al-Wahhâb, consacré à ce compositeur dans les locaux de l’institut de musique arabe
- Musée de la Nation
- Musée national de la police, dans la citadelle de Saladin
- Palais Al-Manyal
- Village Pharaonique
- Musée de la poste
- Musée Suzanne Moubarak
- Musée Umm Kulthûm

### Fayoum
- Museum d’histoire naturelle
- Karanis Site Museum

### Hurghada
- Musée d’Hurghada

### Ismaïlia
- Musée régional d'Ismaïlia

### Louxor
- Musée de Louxor
- Musée de la momification

### Mallawi
- Musée de Mallawi

### Port-Saïd
- Musée national
- Musée d'art moderne
- Musée militaire

### Saqqarah
- Musée d'Imhotep à Saqqarah

### Sinaï
- Musée d’al-‘Arîsh
- Musée de Qantara
- Musée de Sharm al-Sheikh

### Sohag
- Musée de Sohag